# The Offspring (음반)
《The Offspring》은 1989년 6월 15일, 네메시스 레코드가 발매한 미국의 펑크 록 밴드 오프스프링의 데뷔 스튜디오 음반이다. 몇 년 동안 절판된 후, 이 음반은 1995년 니트로와 에피타프 레코드에 의해 다른 음반 커버로 재발매되었다. 두 개의 각 레이블의 재발매는 거의 동일하다. 오프스프링은 1994년 《Ignition》 투어가 끝난 이후 이 음반의 어떤 곡도 라이브로 연주한 적이 거의 없다.

## 배경
1988년 데모 테이프를 녹음한 후, 오프스프링은 그들의 첫 번째 정규 음반을 준비하기 시작했다. 1989년 3월, 캘리포니아주 샌타애나의 사우스 코스트 레코딩에서 톰 윌슨이 프로듀싱을 맡아 녹음했다. 세션이 진행되는 동안 밴드는 1986년 싱글 〈I'll Be Waiting〉에 처음 등장했던 그들의 초기 곡 〈I'll Be Waiting〉과 〈Blackball〉을 다시 녹음했다.
이 음반은 1989년 6월 15일, 네메시스 레코드에 의해 한정된 수의 12인치 바이닐과 카세트 형식으로만 발매되었다. 이 음반이 발매되었을 때, 이 음반은 처음에 5,000장이 팔렸고 밴드가 이 모든 것을 파는 데 2년 반이 걸렸다. 이 음반의 마지막 트랙인 〈Kill the President〉는 많은 논란에 부딪혔고, 그 결과 1992년 그의 쇼 《핫 시트》에서 월리 조지에 의해 한 장이 파괴되어 4,999장만 남았다. 이 노래는 2001년 이후 재발매에서 삭제되었다. 일부 복사본은 뒷면 커버의 네메시스 로고 옆에 카고 레코드 로고가 있다. 음반을 지원하기 위해 오프스프링은 6주간의 전국 투어에 나섰지만, 누들스는 할리우드 반핵 자선 공연 도중 칼에 찔렸다. 《The Offspring》의 작은 성공 이후, 밴드는 1991년 에피타프 레코드와 계약을 맺었다.
〈Beheaded〉는 2016년 7월, 기준으로 최소 24번 이상 라이브로 연주된 적이 거의 없다. 오프스프링은 이 음반의 나머지 곡들을 거의 연주하지 않았다.

## 반응
| 전문가 평가                   | 전문가 평가 |
| 평가 점수                     | 평가 점수   |
| 출처                          | 점수        |
| ----------------------------- | ----------- |
| AllMusic                      | [ 6 ]       |
| The Rolling Stone Album Guide | [ 7 ]       |

《The Offspring》은 엇갈린 평가를 받았다. 올뮤직의 작가 스티븐 토마스 얼와인은 이 음반에 5점 만점에 2점 반의 별을 준 더 《The Offspring》은 "그들의 획기적인 세트인 《Smash》보다 더 거칠고 날렵한 컬렉션이지만, 그렇다고 해서 그것이 반드시 더 나은 음반이라는 것을 의미하지는 않는다"며 "《Smash》를 지배했던 메탈 기타 크런치가 부족하다"고 언급했다.
《The Offspring》은 처음에 빌보드 200 차트에 도달하거나 상업적으로 성공하지 못했다. 그러나 1995년에 재발매되었을 때, 이 음반은 3주 동안 네덜란드 음반 차트에서 최고 85위에 올랐다.

## 커버 아트
이 음반은 두 개의 커버가 있다. 오리지널 버전은 펜더 스트라토캐스터를 들고 있는 《에이리언》 프랜차이즈의 에일리언이 가슴에서 나오면서 남자의 몸이 폭발하는 이미지를 특징으로 한다. 이 음반이 "괴괴한" 커버 때문에 소매점에서 금지되었다는 보도는 확인되지 않고 있다.
1995년의 재발매는 사람의 얼굴을 흐릿하게 찍은 흑백 사진을 특징으로 하는 다른 이미지를 보여준다. 나중에 밴드와 그들의 스튜디오는 오리지널 커버를 결코 좋아하지 않았고 재발매는 그들에게 커버를 바꿀 기회를 주었다는 것을 인정했다.
1995년 재발행의 뒷면 커버의 그림자는 〈I'll Be Waiting〉 싱글의 커버에도 나타난다.

## 곡 목록
모든 곡들은 특별한 언급이 없는 한 덱스터 홀랜드에 의해 작사/작곡하였다.
| #   | 제목                                                           | 작사·작곡           | 재생 시간 |
| --- | -------------------------------------------------------------- | ------------------- | --------- |
| 1.  | Jennifer Lost the War                                          |                     | 2:35      |
| 2.  | Elders                                                         |                     | 2:11      |
| 3.  | Out on Patrol                                                  |                     | 2:32      |
| 4.  | Crossroads                                                     |                     | 2:48      |
| 5.  | Demons (A Mexican Fiesta)                                      |                     | 3:10      |
| 6.  | Beheaded                                                       | 홀랜드, 제임스 릴자 | 2:52      |
| 7.  | Tehran                                                         |                     | 3:06      |
| 8.  | A Thousand Days                                                |                     | 2:11      |
| 9.  | Blackball                                                      |                     | 3:24      |
| 10. | I'll Be Waiting                                                |                     | 3:12      |
| 11. | Kill the President (2001년 또는 2017년 발매에는 나타나지 않음) |                     | 3:22      |